# La Légende du pianiste sur l'océan
Pour plus de détails, voir Fiche technique et Distribution.
La Légende du pianiste sur l'océan (La leggenda del pianista sull'oceano) est un film italien réalisé par Giuseppe Tornatore et sorti en 1998. Il est adapté du monologue théâtral Novecento : Pianiste d'Alessandro Baricco.
Le film reçoit plusieurs prix et nominations, principalement pour la musique d'Ennio Morricone, qui obtient notamment le Golden Globe de la meilleure musique de film.

## Résumé
Max Tooney raconte in medias res son histoire et celle de son meilleur ami.
À l'aube du XXe siècle, Danny, machiniste sur le SS Virginian — paquebot à quatre cheminées — fouille une salle de banquet vide du navire, à la recherche d'objets de valeur. Il va y découvrir un bébé, abandonné dans une caisse en bois siglée « T. D. Lemon ». Il l'adopte et l'élève comme son propre fils. Ne sachant pas comment l'appeler, il le baptise « 1900 ».
1900 grandit et vit sur le paquebot, ne le quittant jamais. Huit ans plus tard, Danny meurt à la suite d'un accident. 1900 doit désormais grandir seul. Un soir, en se promenant sur le bateau, il voit un piano. Il s'assied sur le tabouret et joue. Il a un véritable don qui ravit les passagers et le personnel du Virginian.
Les années passent sans que 1900 ne pose jamais pied à terre. À la fin des années 1920, le trompettiste Max Tooney rejoint les musiciens du navire et devient l'ami inséparable de 1900.
Ce dernier est mondialement réputé comme étant un virtuose, capable de fasciner par sa musique. Il joue pour qui veut l'entendre : en première comme en troisième classe. Des producteurs tentent de l'enregistrer et de le faire partir en tournée dans le monde entier, mais 1900 refuse de quitter son navire. Sa réputation continue de grandir. Jelly Roll Morton, qui se dit être l'inventeur du jazz, le provoque en duel. 1900 gagne.
Quand Max arrive au bout de son contrat, il quitte le navire et 1900. Mais quand il apprend, quelques années plus tard, que le Virginian est condamné à être dynamité, Max part à la recherche de son ami pour le sauver. Il le rejoint sur le bateau, mais 1900 ne veut pas en descendre.

## Fiche technique
Sauf indication contraire, les informations mentionnées dans cette section peuvent être confirmées par la base de données cinématographiques IMDb,  présente dans la section « Liens externes ».
- Titre français et québécois : La Légende du pianiste sur l'océan
- Titre original : La leggenda del pianista sull'oceano
- Titre international anglophone : The Legend of 1900
- Réalisation : Giuseppe Tornatore
- Scénario : Giuseppe Tornatore, d'après le monologue théâtral Novecento : Pianiste d'Alessandro Baricco
- Décors : Francesco Frigeri
- Costumes : Maurizio Millenotti
- Photographie : Lajos Koltai
- Montage : Massimo Quaglia
- Musique : Ennio Morricone (additionnelle : Amedeo Tommasi)
- Chanson du générique : Roger Waters - Lost Boys Calling, textes de Waters musique de Morricone
- Production : Francesco Tornatore

Producteurs délégués : Marco Chimenz et Laura Fattori
- Sociétés de production : Sciarlò et Medusa Film
- Sociétés de distribution : Medusa Distribuzione (Italie), Metropolitan Filmexport (France)
- Budget : 9 millions de dollars
- Pays de production :  Italie
- Langue originale : anglais, quelques passages en français et italien
- Format : couleur -
- Genre : drame, musical, romance
- Durée : 125 minutes, 165 minutes (version originale)
- Dates de sortie :
  - Italie : 28 octobre 1998
  - Canada : 3 septembre 1999 (Montréal Film Festival)
  - Belgique, France : 12 janvier 2000

## Distribution
- Tim Roth (VF : Philippe Vincent) : Danny Boodmann T. D. Lemon dit « 1900 »
- Pruitt Taylor Vince : Max Tooney
- Mélanie Thierry (VF : elle-même) : Miss Padoan
- Bill Nunn (VF : Benoît Allemane) : Danny Boodmann
- Clarence Williams III (VF : Saïd Amadis) : Jelly Roll Morton
- Peter Vaughan : Pops / Papy
- Cory Buck : 1900, à 8 ans
- Niall O'Brien : le maître de port
- Gabriele Lavia : le fermier
- Vernon Nurse : Fritz Hermann
- Alberto Vazquez : stockiste mexicain
- John Armstead : un acteur
- Norman Chancer : l'impresario
- Sidney Cole : un musicien
- Kevin McNally

## Production

### Genèse et développement
Le scénario est adapté d'un monologue théâtral Novecento : Pianiste d'Alessandro Baricco, publié chez Feltrinelli en 1994. Le réalisateur-scénariste Giuseppe Tornatore choisit de tourner son film en anglais, pour la première fois de sa carrière :

« Tourner en anglais n'a pas été source de frustration. C'est un choix que j'ai fait moi-même. Lorsque j'ai décidé de faire ce film, j'ai tout de suite su que ce ne pourrait être un film italien. C'était impossible, non seulement parce que les coûts auraient été trop élevés pour le faire en italien, mais parce que le thème du film est si universel que le faire dans une langue comprise seulement d'une petite partie de la planète aurait été une erreur. »

### Tournage
Le tournage a lieu à Odessa en Ukraine et à Rome (notamment les studios Cinecittà).
De nombreux figurants sont engagés, certaines scènes nécessitent parfois près de 300 personnages. De plus des décors colossaux sont créés, notamment la salle de bal de la première classe du bateau, entièrement construite sur le fameux plateau n°5 de Cinecitta. Ce studio servit notamment à Fellini pour le tournage de certains de ses films.
L'équipe de production a longtemps recherché un port pour tourner. C'est finalement celui d'Odessa. Là-bas, la production utilise le navire Lessjzavodsk.

## Bande originale
La musique du film est composée par Ennio Morricone, collaborateur régulier de Giuseppe Tornatore. Amedeo Tommasi compose également quelques morceaux. La pianiste Gilda Buttà est créditée au générique. 
Deux versions de l'album de la bande originale existent. Un album avec 29 titres et un second pour le marché américain avec seulement 21 pistes.
Liste des titres
1. Playing Love
2. The Legend Of The Pianist On The Ocean
3. The Crisis
4. Peacherine Rag
5. A Goodbye To Friends
6. Study For Three Hands
7. Tarantella In 3rd Class
8. Enduring Movement
9. Police
10. Trailer
11. Thanks Danny
12. A Mozart Reincarnated
13. Child
14. Magic Waltz (composé par Amedeo Tommasi)
15. The Goodbye Between Nineteen Hundred And Max
16. Goodbye Duet
17. Nineteen Hundred's Madness No. 1
18. Danny’s Blues
19. Second Crisis
20. Jungle Blues
21. Big Foot Ham
22. The Crave (composé par Jelly Roll Morton)
23. Nocturne With No Moon
24. Before The End
25. Playing Love
26. Ships And Snow
27. Nineteen Hundred's Madness No. 2
28. I Can And Then
29. Silent Goodbye
30. 5 Portraits
31. Lost Boys Calling (Morricone, Roger Waters)[6]

## Accueil
Le film reçoit des critiques mitigées aux Etats-Unis. Sur l'agrégateur américain Rotten Tomatoes, il récolte 54% d'opinions favorables pour 41 critiques et une note moyenne de 6,17⁄10. Sur Metacritic, il obtient une note moyenne de 58⁄100 pour 28 critiques.
En France, le film obtient une note moyenne de 3,2⁄5 sur le site AlloCiné, qui recense 10 titres de presse. Du côté des avis positifs, Brigitte Baudin du Figaroscope écrit notamment « Giuseppe Tornatore offre ici un film étrange et poétique. Tim Roth ne joue pas. Il est éblouissant, comme possédé par son rôle. » Dans Première, Virginie Apiou écrit notamment « Tim Roth oppose un regard naïf qui colle très bien avec son personnage de génial pianiste inadapté ». Pierre Murat de Télérama écrit notamment « Lorsque Tornatore consent à calmer ses ardeurs techniques, la sensibilité de Cinema Paradiso n'est pas loin. Le scénario est si romanesque, si original que le charme agit ».
Du côté des critiques négatives, Pascal Mérigeau du Nouvel Obs écrit quant à lui « le scénario peine à la développer, et Tornatore ne se libère pas d'un décor écrasant qui devient vite la raison d'être du film. Tim Roth fait ce qu'il peut, souvent très bien, ça ne suffit pas ». Sur le site Fluctuat.net, on peut notamment lire « Le manipulateur Tornatore cherche évidemment l'empathie du public pour son héros. Après avoir été méprisé et pris pour un imbécile, le spectateur, agacé par tant de vacuité, n'a plus qu'à pleurer, non pas sur le sort du musicien, mais sur le sien ».
Côté box-office, le film ne rencontre pas un immense succès. Il enregistre 21 millions de dollars de recettes dans le monde, dont 167 435 $ sur le sol américain. En France, il n'attire que 47 915 spectateurs en salles.

## Distinctions principales
Source et distinctions complètes : Internet Movie Database

### Récompenses
- Golden Globes 2000 : meilleure musique de film pour Ennio Morricone
- David di Donatello 1999 : meilleur réalisateur, meilleur directeur de la photographie pour Lajos Koltai, meilleur décorateur pour Francesco Frigeri, meilleurs costumes, meilleure musicien pour Ennio Morricone et prix spécial Scholars pour Giuseppe Tornatore
- Prix du cinéma européen 1999 : meilleur directeur de la photographie pour Lajos Koltai

### Nominations
- David di Donatello 1999 : meilleur film, meilleur scénario adapté et meilleur montage
- Camerimage 1999 : grenouille d'or pour Lajos Koltai
- Satellite Awards 2000 : meilleure musique de film pour Ennio Morricone et meilleurs décors

## LeSS Virginian
Le navire portugais SS Lusitania a inspiré en partie le paquebot du film, le SS Virginian. La salle de bal du bateau ressemble cependant à celle du SS Mauretania, sister-ship du SS Lusitania.
La « carrière » et le sort réservé au paquebot peuvent rappeler ceux du RMS Aquitania.

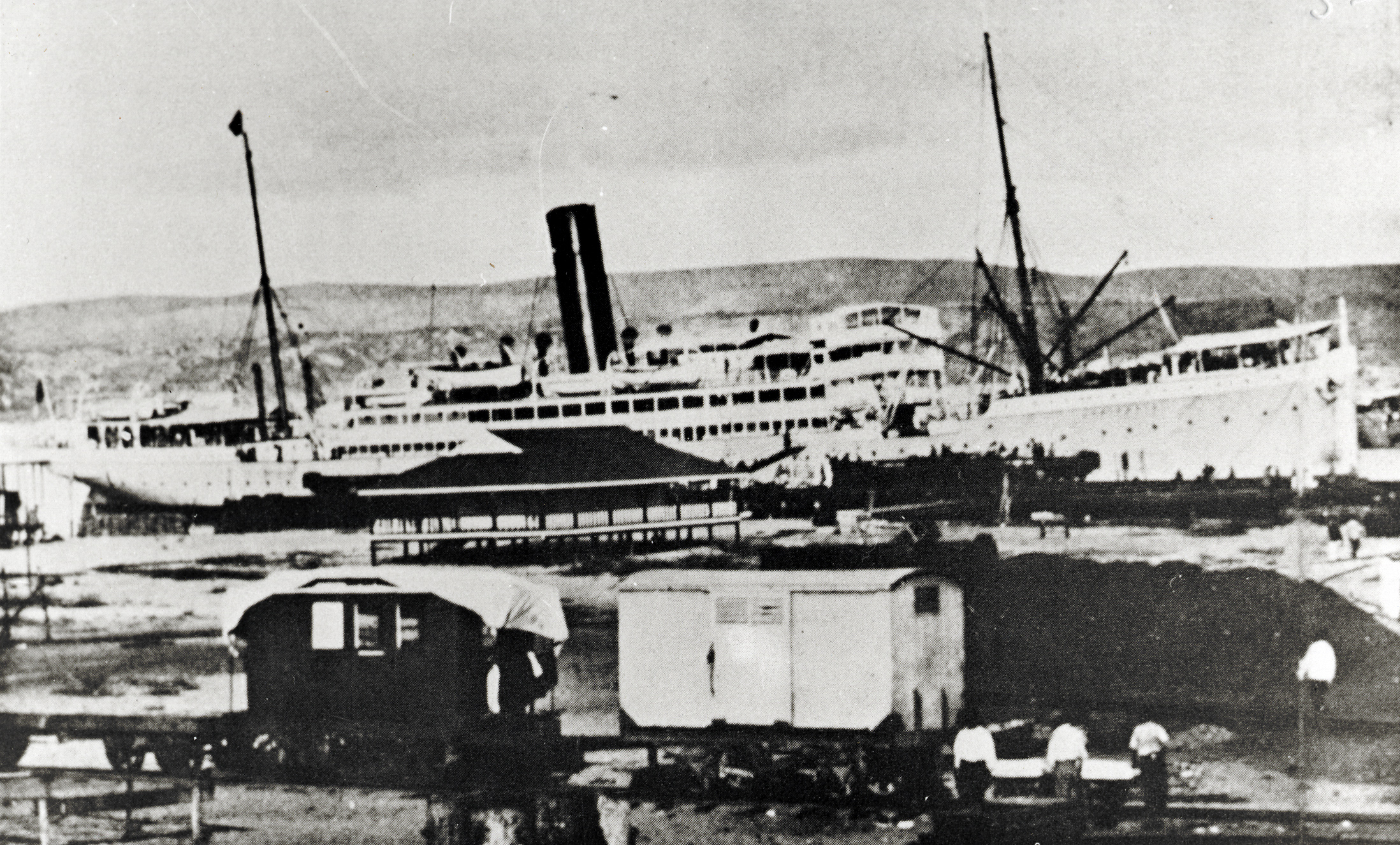
Le navire portugais SS Lusitania
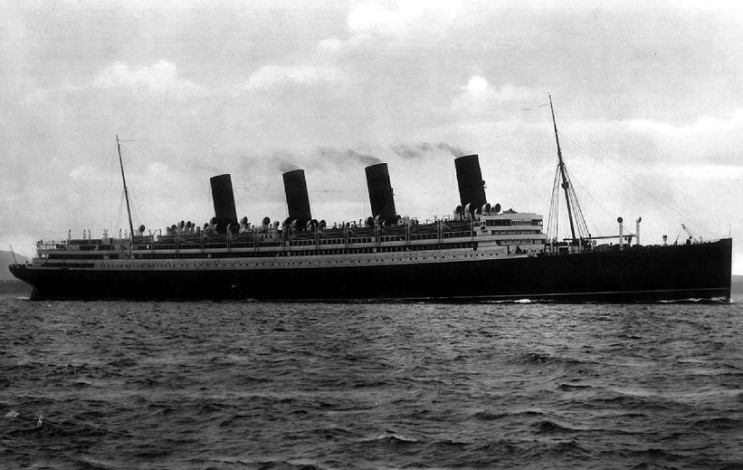
Le RMS Aquitania

Enfin, le navire porte le nom d'un paquebot ayant navigué de 1904 à 1955, qui fut l'un de ceux qui reçurent le premier S.O.S de l'Histoire, celui émis par le RMS Titanic lors de son naufrage dans la nuit du 14 au 15 avril 1912.